# Aleksandr Bogomolec
Aleksandr Aleksandrowicz Bogomolec (ros. Алекса́ндр Алекса́ндрович Богомо́лец, ukr. Олекса́ндр Олекса́ндрович Богомо́лець, Ołeksandr Ołeksandrowycz Bohomołeć; ur. 2 maja?/14 maja 1881 w Kijowie, zm. 19 lipca 1946 tamże) – ukraiński radziecki lekarz patofizjolog, gerontolog i endokrynolog, znany jako najbardziej utalentowany uczeń Władimira Podwysockiego. Bohater Pracy Socjalistycznej (1944).

## Życie i działalność
W 1911 został profesorem patologii ogólnej uniwersytetu w Saratowie. Był nim do 1925, kiedy objął urząd kierownika katedry patofizjologii II Moskiewskiego Instytutu Medycznego, który sprawował do 1931. Od 1930 do 1946 pełnił funkcję prezesa Akademii Nauk Ukraińskiej SRR. W 1929 został członkiem Akademii Nauk Ukraińskiej SRR, w 1932 – Akademii Nauk ZSRR, w 1939 – Akademii Nauk Białoruskiej SRR, w 1944 – Akademii Nauk Medycznych i Bohaterem Pracy Socjalistycznej. Ponadto w 1941 otrzymał nagrodę stalinowską.
Prowadził badania nad przetaczaniem krwi konserwowanej oraz nad fizjologią i patologią tkanki łącznej. Głosił teorię o możliwości przedłużenia życia ludzkiego do 150 lat jako autor pracy Prodlenije żyzni (1938). W myśl tej teorii długość życia ssaków równa jest okresowi wzrostu pomnożonemu przez współczynnik 5-6. Za życia jego poglądy spotykały się z szyderstwami, mimo zainteresowania nimi ze strony Józefa Stalina i finansowania przez niego Bogomolca, jednak w późniejszych latach zostały one potwierdzone badaniami.